# Градуйований многовид
Градуйовані многовиди є розширенням концепції многовиду на основі уявлень про суперсиметрію і комутативних градуйованих алгебр. Градуйовані многовиди не є супермноговидами, хоча є певна відповідність між градуйованими многовидами і супермноговидами Девітта. Як градуйовані многовиди, так і супермноговиди визначаються в термінах пучків {\displaystyle \mathbb {Z} _{2}}-градуйованих алгебр. Однак градуйовані многовиди характеризуються пучками на гладких многовидах, тоді як супермноговиди визначаються склеюванням пучків супервекторних просторів.